# Tommaso Riario Sforza
Tommaso Riario Sforza (8 de janeiro de 1782 em Nápoles - 14 de março de 1857 em Roma ) foi o cardeal napolitano que, como protodiácono, anunciou no final do conclave de 1846 a eleição do cardeal Giovanni Mastai-Ferretti como Papa Pio IX.

## Vida

Brasão como Camerlengo do Conclave de 1846

Ele era filho do Duque Nicola Riario Sforza e da Princesa Giovanna Di Somma. O cardeal Sisto Riario Sforza (1810-1877) era sobrinho dele, e os cardeais Pietro Riario, OFM (1445-1474), Raffaele Riario (1461-1521) e Alessandro Riario (1542-1585) eram da mesma família. Também Girolamo Riario e Caterina Sforza eram da mesma família.
Depois de servir como funcionário na administração civil dos Estados Papais, de 19 de abril de 1804 em diante, tornou-se cardeal diácono no consistório de 10 de março de 1823 e recebeu a Cardeal-diácono de São Jorge em Velabro.
Depois de participar do Conclave de 1823, que elegeu o Papa Leão XII, foi ordenado sacerdote em 28 de setembro de 1823 e optou pela Cardeal-diácono de Santa Maria em Domnica em 17 de novembro do mesmo ano. E em 19 de dezembro de 1834 mudou para a Cardeal-diácono de Santa Maria em Via Lata.
Nos anos seguintes, ele recebeu várias nomeações sucessivas na administração financeira dos Estados Papais e foi o Camerlengo do Sacro Colégio de Cardeais de 1828 a 1830 e o Camerlengo da Santa Igreja Romana de 3 de abril de 1843 até sua morte.
Durante a sede vacante de 1846, seu brasão de armas, como o do Camerlengo da Santa Igreja Romana, apareceu nas moedas que foram emitidas. Por ser também Protodeacon, o Cardeal Diácono mais antigo, fez o anúncio da eleição do Papa Pio IX em 16 de junho de 1846.
Ele morreu em 14 de março de 1857, o último cardeal sobrevivente nomeado pelo Papa Pio VII. O Papa Pio IX participou de seu funeral na basílica de Santi Apostoli, onde é enterrado.

## Conclaves
- Conclave de 1823 - participou da eleição do Papa Leão XII
- Conclave de 1829 - participou da eleição do Papa Pio VIII
- Conclave de 1830–1831 - participou da eleição do Papa Gregório XVI
- Conclave de 1846 - participou como Camerlengo e Protodiácono da eleição do Papa Pio IX